# St. Andrews FC
St. Andrews FC (ang. St. Andrews F.C.) – maltański klub piłkarski z siedzibą w dzielnicy St. Andrews miasta Pembroke na północnym wschodzie kraju.

## Historia
Chronologia nazw:
- 1968: St. Andrews Luxol S.C.
- 1994: Birkirkara Luxol F.C.
- 1996: St. Andrews F.C.

Klub został założony w 1968 roku jako St. Andrews Luxol S.C.. W sezonie 1991/92 debiutował w Premier lidze. Po trzech sezonach latem 1994 połączył się z Birkirkara FC, który też grał w Premier lidze. Połączony klub stał nazywać się Birkirkara Luxol F.C.. Po zakończeniu sezonu 1995/96 Luxol postanowił wyjść z fuzji. Birkirkara pozostała w Premier lidze, a Luxol był zmuszony startować w Third Division (D4). W ligowych rozgrywkach zajął pierwsze miejsce w Section B i awansował do drugiej dywizji (D3). W następnym sezonie 1997/98 zdobył promocję do pierwszej dywizji (D2). W sezonie 2001/02 ostatnie 10 miejsce i spadł do drugiej ligi. W sezonie 2004/05 uplasował się ma 2 pozycji i powrócił do pierwszej dywizji, ale po dwóch latach ponownie spadł w 2006 do drugiej ligi. W sezonie 2009/10 zajął 2 miejsce i po raz kolejny raz wrócił do pierwszej dywizji. W sezonie 2014/15 zajął drugie miejsce w pierwszej dywizji i powrócił do Premier League.

## Sukcesy

### Trofea międzynarodowe
Nie uczestniczył w rozgrywkach europejskich (stan na 31-05-2015).

### Trofea krajowe
| \| \| Zdobyte trofea w rozgrywkach Malty (stan na: 31-05-2015) \| |                                                          |      |          |
| Rozgrywki                                                         | Osiągnięcie                                              | Razy | Sezon(y) |
| Mistrzostwo                                                       | I miejsce                                                | 0    |          |
| Mistrzostwo                                                       | II miejsce                                               | 0    |          |
| Mistrzostwo                                                       | III miejsce                                              | 0    |          |
| Mistrzostwo                                                       | 4 miejsce                                                | 1    | 1993     |
| Puchar                                                            | zdobywca                                                 | 0    |          |
| Puchar                                                            | finalista                                                | 0    |          |
| Puchar                                                            | ćwierćfinał                                              | 1    | 2001     |
| II liga                                                           | I miejsce                                                | 0    |          |
| II liga                                                           | II miejsce                                               | 1    | 2015     |
| II liga                                                           | III miejsce                                              | 1    | 2014     |
| Malta                                                             | Zdobyte trofea w rozgrywkach Malty (stan na: 31-05-2015) |      |          |

## Stadion
Klub rozgrywa swoje mecze domowe na stadionie Luxol Stadium w Pembroke, który może pomieścić 800 widzów.